# Montgomery (Geórgia)
Montgomery é uma Região censo-designada localizada no estado americano de Geórgia, no Condado de Chatham.

## Demografia
Segundo o censo americano de 2000, a sua população era de 4134 habitantes.

## Geografia
De acordo com o United States Census Bureau tem uma área de 15,9 km², dos quais 13,8 km² cobertos por terra e 2,1 km² cobertos por água.

## Localidades na vizinhança
O diagrama seguinte representa as localidades num raio de 16 km ao redor de Montgomery.